# Duncan McLean
Duncan McLean (Renton, 20 gennaio 1868 – Renton, 17 novembre 1941) è stato un calciatore scozzese, di ruolo difensore.

## Carriera

### Club
McLean è cresciuto calcisticamente nel Renton, club della sua città natale. Nel 1890, data l'espulsione della sua squadra dal campionato per aver violato le norme legate al professionismo, viene ceduto all'Everton. Dopo la vittoria del campionato, il club si ritrova a ad affrontare una disputa riguardante l'affitto di Anfield. La faccenda termina con la dimissione dell'intero consiglio d'amministrazione del club e lo svincolo di gran parte dell'organico.
Nel 1892 si unisce al neonato Liverpool, con cui fa il proprio debutto ufficiale il 3 settembre in una vittoria 8-0 contro l'Higher Walton valida per la Lancashire League. Nell'annata 1893-1894 vince il campionato di Second Division, approdando così per la seconda volta in massima divisione. Tuttavia, il club ebbe un calo drastico di prestazione, che lo portarono a retrocedere a fine stagione.
Nell'estate 1895 firma per il St. Bernard's, dove conclude la sua carriera.

### Nazionale
McLean fece il proprio debutto con la nazionale scozzese il 21 marzo 1896, in occasione di una gara vinta per 4-0 contro il Galles valida per il Torneo Interbritannico.

## Palmarès

### Club

#### Competizioni nazionali
- Campionato inglese: 1

Everton: 1890-1891
- Campionato inglese di seconda divisione: 1

Liverpool: 1893-1894